# Neuhof an der Zenn
Neuhof an der Zenn là một đô thị ở huyện Neustadt an der Aisch-Bad Windsheim bang Bayern thuộc nước Đức.